# 丹竹坑公立學校
丹竹坑公立學校是香港一所已結束的鄉村式學校，位於新界上水東北部丹竹坑村，以平房式設計，創立於1960年，學生約有100多人。由於學生人數不斷下降，該校已於2006年8月31日結束。